# Caius Caecilius Metellus Caprarius
Pour les articles homonymes, voir Caecilii Metelli.
Caius Caecilius Metellus Caprarius est un homme politique de la Rome antique, consul en 113 av. J.-C. et censeur en 102 av. J.-C.

## Famille
Son nom complet est Caius Caecilius Q.f. Q.n. Metellus Caprarius. Il est membre de la branche des Caecilii Metelli de la gens Caecilia, général, consul en 143 et censeur en 131 av. J.-C. et le neveu de Lucius Caecilius Metellus Calvus, consul en 142 av. J.-C. Il est un des quatre fils de Quintus Caecilius Metellus Macedonicus, ses frères étant Quintus Caecilius Metellus Baliaricus, consul en 123, Lucius Caecilius Metellus Diadematus, consul en 117 et Marcus Caecilius Metellus, consul en 115. Il a deux cousins germains consuls en 119 et 109.
Il est le père de Caius Caecilius Metellus, de Quintus Caecilius Metellus Creticus et de Lucius Caecilius Metellus Caprarius, les deux derniers devenant consuls.

## Biographie
Caius Caecilius est nommé triumvir aere argento auro flando feriundo, magistrat supervisant la frappe de la monnaie, vers 125 av. J.-C. Il accède ensuite à la préture vers 117 av. J.-C.
En 113 av. J.-C. il est consul avec Cnaeus Papirius Carbo pour collègue. Il prend en charge la province de Macédoine et mène une campagne en Thrace. Pendant ce temps, Carbo affronte les Cimbres et subit un important revers.
Entre 112 et 111 av. J.-C., il est proconsul en Macédoine et en Thrace où il poursuit la campagne débutée en 113,. Il célèbre un triomphe pour ses victoires en Thrace en 111 av. J.-C., avec le titre d'imperator,. Son frère Marcus Caecilius Metellus célèbre son triomphe le même jour pour ses victoires en Sardaigne,.
En 102 av. J.-C., il est censeur avec Quintus Caecilius Metellus Numidicus. Ce dernier tente de dégrader de leur rang les sénateurs Caius Servilius Glaucia et Lucius Appuleius Saturninus mais la procédure échoue, Caprarius n'apportant pas son soutien à son collègue et cousin,. Les deux censeurs nomment de nouveau Marcus Aemilius Scaurus comme Princeps senatus.